# یوسف مچنگاما
یوسف مچنگاما (انگلیسی: Youssouf M'Changama؛ زادهٔ ۲۹ اوت ۱۹۹۰) بازیکن فوتبال اهل فرانسه است.
از باشگاه‌هایی که در آن بازی کرده‌است می‌توان به باشگاه فوتبال اولدهام اتلتیک، باشگاه فوتبال تروا، و باشگاه فوتبال سدان اشاره کرد.
وی همچنین در تیم ملی فوتبال اتحاد قمر بازی کرده‌است.